# Manfred I. (Saluzzo)
Manfred I. del Vasto  († nach 4. Juni 1175) war Markgraf von Saluzzo.
Manfred war der älteste Sohn von Bonifatius del Vasto, Markgraf im westlichen Ligurien und Agnes von Vermandois, einer Tochter von Graf Hugo I. von Vermandois. Er stammt aus einer Seitenlinie der Aleramiden, einem aus der Gegend von Savona und Ventimiglia kommenden Adelsgeschlecht, das in Ligurien und Piemont begütert war. Nach dem Tode Bonifatius’, um 1125, wurde der Besitz unter seine Söhne aufgeteilt.
Manfred erhielt das Gebiet um Saluzzo. In den Urkunden wird er gewöhnlich Markgraf von Vasto genannt, 1148 urkundet er erstmals als Markgraf von Saluzzo. Das Datum seines Todes ist nicht bekannt, letztmals urkundet er am 4. Juni 1175, im März 1176 erscheint sein Sohn Manfred II. als Markgraf von Saluzzo.